# Otto Ander
Otto Ander (* 30. November 1915 in Wien; † 28. Juli 2002) war ein österreichischer Theaterdirektor.

## Leben
Otto Ander studierte Jus an der Universität Wien und besuchte das Max Reinhardt Seminar. 1945 gründete er die Österreichische Länderbühne – Theater der Schulen, um durch Tourneen in die Bundesländer vor allem der Jugend die Möglichkeit zu bieten, die Klassiker der Weltliteratur zu erleben. Weiters konnten im Rahmen der Tourneen auch zahlreiche junge Schauspieler Auftrittserfahrungen sammeln. Es wurde an verschiedenen Orten gespielt, unter anderem in Kulturzentren, Pfarrsälen, Stadttheatern, in den Aulen von Schulen. Die Länderbühne wurde 1948 vom Unterrichtsministerium als der Theater der Schulen anerkannt.
1953 gründete Otto Ander das Theater „Die Tribüne“, das sich bis heute im Untergeschoß des Café Landtmann in Wien befindet und die älteste noch bestehende Kleinbühne Wiens ist. Eröffnet wurde das Theater mit der Uraufführung von Fritz Kaufmanns „Der Tanz im zerbrochenen Himmel“.
Mehrere  Schauspieler, Regisseure und Bühnenbildner wurden von Ander entdeckt und gefördert, haben in der Tribüne debütiert und regelmäßig dort gearbeitet. Darunter sind unter anderem: Kurt Sowinetz, Peter Matic, Alfred Böhm, Gert Fröbe, Kurt Sobotka, Dorothea Neff, Hilde Krahl, Helene und Hermann Thimig, Heinz Petters, Elfriede Ott, Gerhard Bronner, die Kabarettgruppe „Die Hektiker“. Unter den Autoren sei Felix Mitterer hervorgehoben, der durch Otto Ander erstmals die Möglichkeit bekam, österreichweit sein Können als Autor und Schauspieler („Kein Platz für Idioten“) einem großen Publikum zu präsentieren. Seit dem Tod von Otto Ander wird dessen Lebenswerk von Karlheinz Wukov weitergeführt, der als Schauspieler sowohl der Tribüne als auch der Länderbühne seit 1980 eng verbunden war.
Otto Ander wurde am Wiener Zentralfriedhof in einem Ehrengrab der Stadt Wien beigesetzt (Gruppe 40, Grab 92).

## Auszeichnungen
- Wiener Ehrenmedaille in Gold (Verleihung: 26. Juni 1984, Übernahme: 27. November 1984)
- Goldenes Ehrenzeichen für Verdienste um das Land Wien (Verleihung: 3. November 1998)
- Österreichisches Ehrenkreuz für Wissenschaft und Kunst (Verleihung: 14. Mai 1971)
- Österreichisches Ehrenkreuz für Wissenschaft und Kunst I. Klasse (Verleihung: 25. November 1980)[4]